# 古賀元博
古賀 元博（こが もとひろ、1964年または1965年6月25日 - 2025年1月24日）は、佐賀県三養基郡出身の、日本の柔道選手である。階級は65kg級と71kg級。身長168cm。弟はバルセロナオリンピック71kg級金メダリストの古賀稔彦。

## 経歴
柔道は小学校3年の時に近所の友達の影響で弟の稔彦とともに始めた。小学校を卒業すると上京して柔道私塾の講道学舎へ入塾した。弦巻中学3年の時には全国中学校柔道大会の団体戦で3位となった。なお、講道学舎の厳しさを考慮して弟の入塾には断固反対していたが、弟は全く聞き入れず兄と同じ道を辿ることになった。講道学舎では東京オリンピック中量級金メダリストの岡野功より直立姿勢から投げ切る一本背負投を直々に伝授されて得意技にしていった。それを弟にも厳しく指導しながら身に付けさせた。
世田谷学園高校2年の時には金鷲旗で、1年先輩の持田治也や同級生で後に世界選手権の78kg級で2位となる持田達人などとともに活躍して初優勝を果たした。重量級選手が中心になっていた高校柔道界の団体戦において、軽量級や中量級主体の小兵軍団が全国優勝を果たしたことで一躍センセーションを巻き起こすことにもなった。弟によれば、この当時の兄は大学や警察の道場へ出稽古に赴いた際には、大人の選手を背負投で担ぎ上げると畳から板張りの床の上にわざわざ移動して、そこに思い切り叩きつけることを平然と行うほど恐ろしい選手であったという。新人体重別では78kg級で3位になった。続く全国高校選手権の団体戦では3位だった。3年の時には金鷲旗で1年の弟とともに活躍するも3位にとどまった。
1984年には日体大へ進学すると、1年の時には正力杯の71kg級で3位になった。正力国際では決勝で東海大学4年の田所勇二と対戦すると、得意の一本背負投で効果を取ってリードしながら、終了と同時に田所得意の腕挫十字固を極められて審判が一本を宣するも、結局それは試合終了後の動作と判断されて優勝を飾った。2年の時には新人体重別の東京予選決勝ですでに次世代のエースと見なされていた世田谷学園高校3年の弟と対戦すると、腕挫十字固を極められて敗れた。自分も世界を目標にしている以上、例え相手が弟でも勝ちを譲るわけにはいかない、父が息子より偉大であるように、兄も弟より強くなければならないという気持ちで試合に臨んだ。しかし、かくの如き結果を受けて、自分を超える存在になった弟に教えることはもう何もないと思い至り、この試合を以って世界への夢も諦念したという。その後65kg級に階級を下げると、3年の時には正力杯で3位だった。また、モスクワで開催されたCNN創業者のテッド・ターナー考案による第一回のグッドウィル・ゲームズにも出場するが3位にとどまった。大学を卒業すると、福岡県公立高校の教員になった。
2025年1月24日、死去した。60歳没。約4年前に53歳で死去した弟の稔彦と同様にがんで闘病しており、弟の月命日に死去している。

## 戦績
- 1980年 -　全国中学校柔道大会　団体戦　3位
- 1982年 -　金鷲旗　優勝
- 1982年 -　新人体重別　3位(78kg級)
- 1983年 -　全国高校選手権　団体戦　3位
- 1983年 -　金鷲旗　3位

71kg級での戦績
- 1984年 -　正力杯　3位
- 1985年 -　正力国際　優勝

65kg級での戦績
- 1986年 -　正力杯　3位
- 1986年 -　グッドウィル・ゲームズ　3位

(出典、JudoInside.com)。

## 書籍
- [古賀稔彦が翔んだ日 バルセロナ、奇蹟への道] 葦書房 1994年 ISBN 4751205501